# Les Set Riberetes
Les Set Riberetes és un torrent afluent per l'esquerra del Cardener a la Vall de Lord.

## Descripció
De direcció predominant E-O, neix a 1.148 msnm a la contrada d'El Pujàs, al peu dels Cingles del Moro, al vessant nord de la Serra de Busa i desemboca al pantà de la Llosa del Cavall a 803 msnm, just després d'haver travessat la carretera de Solsona a Sant Llorenç de Morunys i haver fet un sobtat tomb per agafar la direcció cap al nord i escolar-se entre el turó d'El Castell (a l'oest) i el Tossal de les Cases de Posada (a l'est).
Abans de la construcció de l'embassament en el tram del curs actualment submergit rebia les aigües de tres torrents subsidiaris per la dreta, el darrer del qual era la rasa de la Valiella.
Tota la seva conca està integrada en el Pla d'Espais d'Interès Natural (PEIN) de la Generalitat de Catalunya i més concretament en l'espai Serres de Busa-Els Bastets-Lord

## Termes municipals que travessa
Des del seu naixement, les Set Riberetes passa successivament pels següents termes municipals.
|                                        | Longitud (en m.) | % del recorregut |
| -------------------------------------- | ---------------- | ---------------- |
| Per l'interior del municipi de Guixers | 941              | 36,5%            |
| Fent de frontera entre Guixers i Navès | 823              | 31,9%            |
| Per l'interior del municipi de Navès   | 817              | 31,7%            |

## Xarxa hidrogràfica

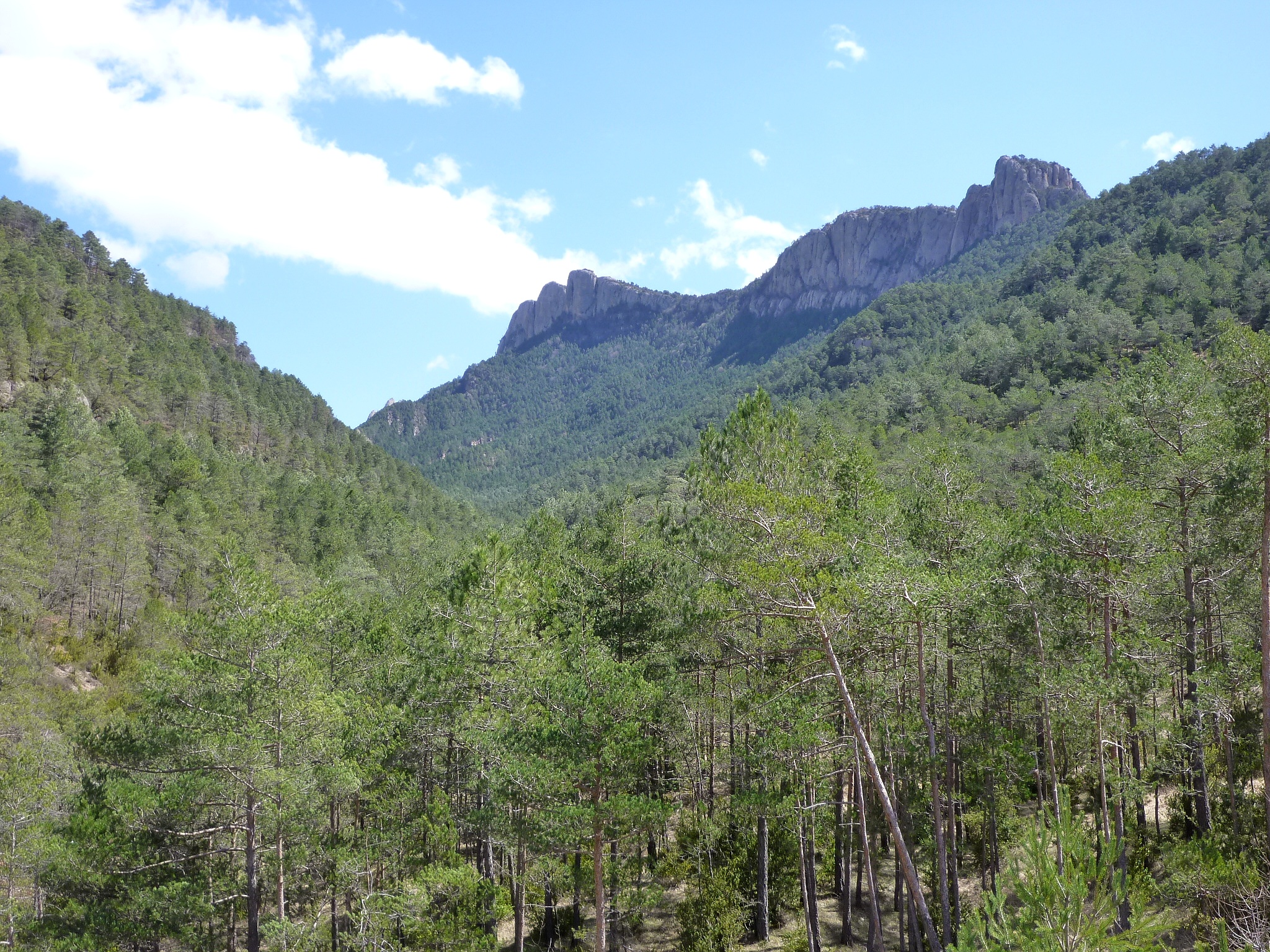
Vista des de la carretera de Sant Llorenç

La xarxa hidrogràfica de les Set Riberetes està integrada per un total de 15 cursos fluvials dels quals 9 són subsidiaris de 1r nivell de subsidiarietat, 3 ho són de 2n nivell, 1 ho és de 3r nivell i un altre ho és de 4t nivell. La totalitat de la xarxa suma una longitud de 9.758 m.
| Codi del corrent fluvial | Coordenades del seu origen                                   | longitud (en metres) |
| ------------------------ | ------------------------------------------------------------ | -------------------- |
| Les Set Riberetes        | 42° 6′ 44.00″ N, 1° 37′ 52.00″ E / 42.1122222°N,1.6311111°E  | 3.312                |
| E1                       | 42° 6′ 39.26″ N, 1° 37′ 43.57″ E / 42.1109056°N,1.6287694°E  | 326                  |
| E2                       | 42° 6′ 41.33″ N, 1° 37′ 35.10″ E / 42.1114806°N,1.6264167°E  | 192                  |
| D1                       | 42° 6′ 51.29″ N, 1° 37′ 22.86″ E / 42.1142472°N,1.6230167°E  | 199                  |
| E3                       | 42° 6′ 35.94″ N, 1° 37′ 35.16″ E / 42.1099833°N,1.6264333°E  | 642                  |
| E3·E1                    | 42° 6′ 38.33″ N, 1° 37′ 23.03″ E / 42.1106472°N,1.6230639°E  | 219                  |
| E3·E2                    | 42° 6′ 37.64″ N, 1° 37′ 15.30″ E / 42.1104556°N,1.6209167°E  | 233                  |
| E4                       | 42° 6′ 35.38″ N, 1° 37′ 0.999″ E / 42.1098278°N,1.61694417°E | 374                  |
| E5                       | 42° 6′ 36.69″ N, 1° 36′ 50.08″ E / 42.1101917°N,1.6139111°E  | 319                  |
| D2                       | 42° 6′ 55.50″ N, 1° 36′ 35.08″ E / 42.1154167°N,1.6097444°E  | 474                  |
| D3                       | 42° 6′ 59.31″ N, 1° 36′ 54.06″ E / 42.1164750°N,1.6150167°E  | 920                  |
| D4                       | Xarxa de la Rasa de la Valiella                              | 2.548                |

## Perfil del seu curs

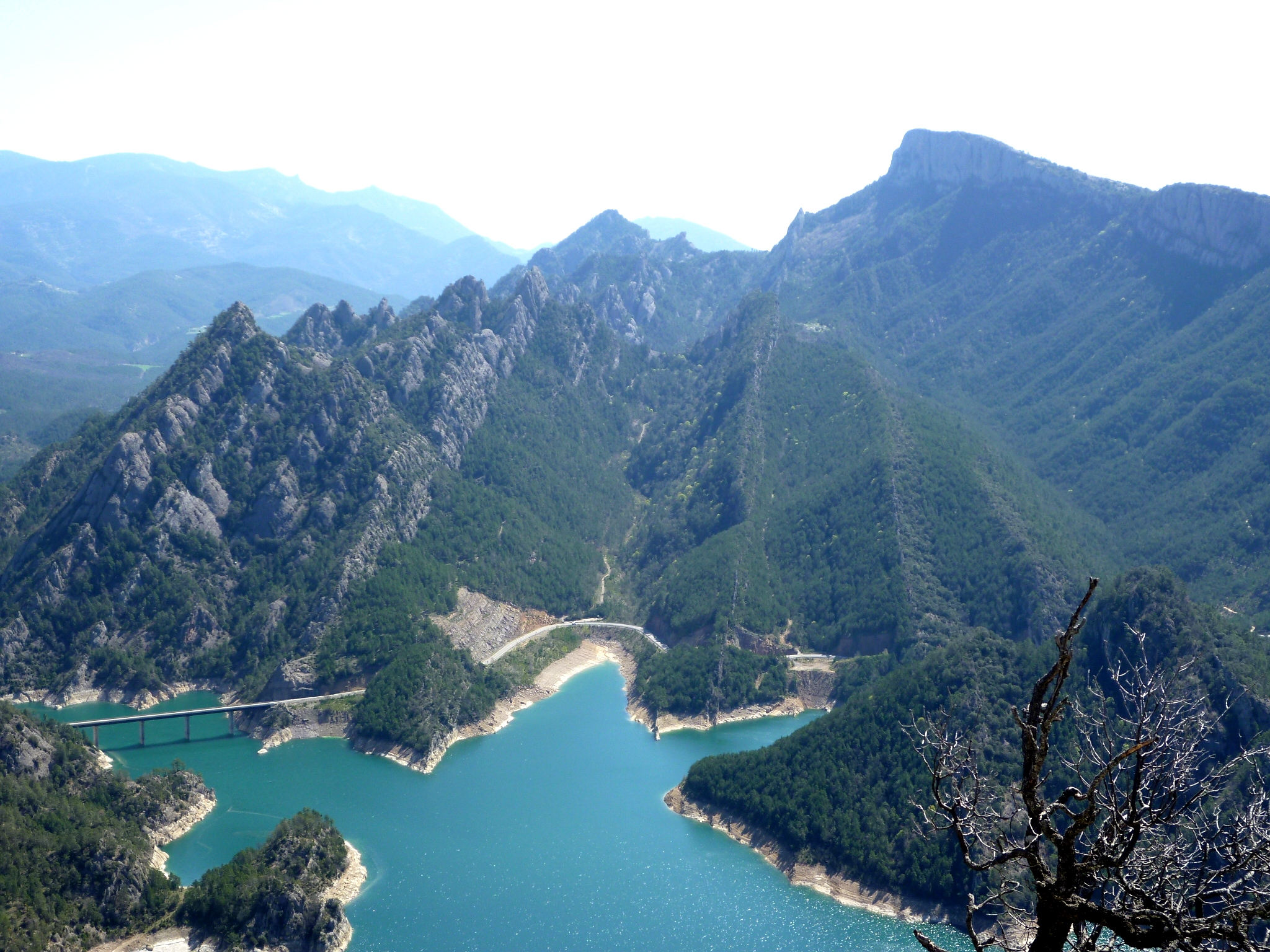
Situació de la rasa a la regió dels Llengots (Imatge amb anotacions)

| Recorregut (en m.) | Altitud (en m.) | Pendent |
| ------------------ | --------------- | ------- |
| 0                  | 1.148           | -       |
| 250                | 1.055           | 37,2%   |
| 500                | 1.007           | 19,2%   |
| 750                | 963             | 17,6%   |
| 1.000              | 928             | 14,0%   |
| 1.250              | 905             | 9,2%    |
| 1.500              | 879             | 10,4%   |
| 1.750              | 858             | 8,4%    |
| 2.000              | 843             | 6,0%    |
| 2.250              | 830             | 5,2%    |
| 2.581              | 803             | 8,2%    |